# Нездув (Малопольське воєводство)
Нездув (пол. Niezdów) — село в Польщі, у гміні Добчиці Мисленицького повіту Малопольського воєводства.
Населення — 184 особи (2011).
У 1975-1998 роках село належало до Краківського воєводства.

## Демографія
Демографічна структура станом на 31 березня 2011 року:
|          | Загалом | Допрацездатний вік | Працездатний вік | Постпрацездатний вік |
| -------- | ------- | ------------------ | ---------------- | -------------------- |
| Чоловіки | 92      | 28                 | 58               | 6                    |
| Жінки    | 92      | 18                 | 56               | 18                   |
| Разом    | 184     | 46                 | 114              | 24                   |